# HD 184102
HD 184102，又名BD+79 628，SAO 9414、HR 7423，是一颗恒星，视星等为6.05，位于銀經111.52，銀緯25.3，其B1900.0坐标为赤經19h 27m 44.8s，赤緯+79° 25.3′ 9″。